# قصف سكة حديد كراماتورسك
في 8 أبريل 2022 تعرضت محطة سكة حديد كراماتورسك في مدينة كراماتورسك الأوكرانية لقصف عبر صاروخين، وفقاً للتقارير أدى القصف إلى مقتل 50 شخصاً، وأصيب 87 - 300 شخص بجروح. نسبت السلطات الأوكرانية الهجوم إلى القوات الروسية ، وهو ما نفته روسيا.